# Harold Cross
Harold Charles Cross (1883 — São Vicente, 27 de maio de 1956) foi um futebolista e treinador de futebol irlandês.
Pioneiro no futebol da cidade de Santos, atingiu muitos feitos, entre eles de ser o primeiro técnico e capitão do Santos Futebol Clube.

## História
Harold chegou à Santos ainda adolescente.
Estava presente na primeira vez em que se teve notícia de um jogo de futebol em Santos, em 1 de novembro de 1902, na Praia do Boqueirão.
Oito dias depois, foi um dos fundadores do primeiro clube dedicado ao esporte da cidade, o Club Athlético Internacional. Como membro importante e considerado um dos melhores jogadores da cidade, esteve em campo na ponta esquerda do Internacional no primeiro jogo oficial na cidade, contra um combinado de jogadores do Paulistano, Mackenzie e Germânia. Aos 19 anos,  no dia 15 de novembro de 1902, marcou o primeiro gol em um jogo oficial em Santos. Também esteve presente na inauguração do campo do clube, na Avenida Ana Costa, em 28 de junho de 1903, na derrota de 1 a 0 para o Paulistano. Neste mesmo ano, foi o principal jogador do time na conquista do Campeonato Citadino de Santos, seu primeiro título e, no ano seguinte, o jogador foi importante na conquista do bi-campeonato.
O irlandês participou das duas primeiras tentativas do clube participar do Campeonato Paulista, em 1904 e 1906, sendo eliminado pela AA das Palmeiras em ambas as seletiva. Em 1907, na estreia do clube no Campeonato Paulista, contra o São Paulo AC, em 13 de maio, no Campo do Velódromo, na capital paulista, Harold Cross marcou o único tento do jogo em favor dos santistas.
Em 1909, com o insucesso do clube de voltar a disputar o estadual, o Clube Atlético Internacional fechou as portas e Harold Cross foi convidado a jogar pelo Santos Athletic Club, conhecido na cidade como o Clube dos Ingleses.
Foi um dos 39 responsáveis pela fundação do Santos Futebol Clube, em 14 de abril de 1912.
Em 15 de setembro de 1912, o irlandês estava na ponta esquerda do time do Clube dos Ingleses que foi derrotado por 3 a 2 pelo Santos Futebol Clube, na primeira partida da nova agremiação.
Posteriormente, viria a ser o primeiro técnico da agremiação, em 1912.
Em 1º de junho de 1913, Harold Cross estava em campo na estreia do Santos pelo Campeonato Paulista, quando a equipe santista foi derrotada por 8 a 1 pelo Germânia e o irlandês marcou o gol de honra do alvinegro, entrando na história do Santos. Também estava na primeira vitória do Santos no Campeonato Paulista, no dia 22 de junho de 1913, goleando o Corinthians por 6 a 3, no Parque Antártica. No mesmo ano, em 14 de dezembro de 1913, esteve presente na conquista do primeiro título do Santos, o campeonato municipal daquele ano.
Em 7 de fevereiro de 1915, Harold Cross entrava pela última vez em campo na vitória do Santos contra o União Team, de Amparo, por 2 a 1.
Fora do futebol, Harold Cross trabalhou como corretor da bolsa do Café em Santos e faleceu em 1956, aos 73 anos.

### Títulos
Club Athlético Internacional
- Campeonato Santista: 1902 e 1903

Santos FC
- Campeonato Santista: 1913[21]